# Jesús Seade
Jesús Seade Kuri (Cidade do México, 24 de dezembro de 1946) é economista, diplomata e político com amplo conhecimento em negociações comerciais e gestão de crises financeiras internacionais. É desde 1 de dezembro de 2018 subsecretário para a América do Norte do Ministério (Secretaria) de Relações Exteriores (SRE) do México.  
Pela sua trajetória profissional no âmbito do comércio internacional, em março de 2018 foi convidado pelo então candidato presidencial Andrés Manuel López Obrador para ser seu representante na renegociação do Tratado de Livre Comércio da América do Norte (TLCAN/NAFTA), que nesse momento estava a cargo do governo de Enrique Peña Nieto. Ao chegar à referida negociação como parte da equipa de transição do Presidente Eleito López Obrador — depois da sua eleição a 1 de julho de 2019—, Seade contribuiu de forma significativa para desbloquear a negociação e concluir com êxito um novo acordo comercial, justo e benéfico para o seu país, que fortalecesse a colaboração para o seu desenvolvimento num contexto de respeito mútuo entre os países envolvidos.
De nacionalidade mexicana e libanesa, o Embaixador Seade residiu por longos períodos na Grã-Bretanha, na Suíça, nos Estados Unidos, em Hong Kong SAR, na República Popular da China (RPC), e no seu país natal, México, assim como um ano entre França e o Brasil, tendo trabalhado em estreita colaboração com funcionários e autoridades locais em mais de 70 países em África, na América Latina, Ásia (incluindo a China), na Europa, no Médio Oriente e na América do Norte. Uma parte destacada da sua carreira tem sido o desempenho de funções de alto nível nos três principais organismos económicos globais: no Banco Mundial (BM) onde, muito jovem, foi responsável pelos trabalhos económicos sobre o Brasil; no Fundo Monetário Internacional (FMI), no qual esteve a cargo da remissão massiva da dívida de 15 países de África, e liderou os trabalhos referentes às sérias crises financeiras da Turquia, do Brasil e da Argentina; e na Organização Mundial do Comércio (OMC), de cuja criação foi destacado negociador e depois facilitador de consensos até à finalização do difícil acordo que a estabeleceu, e da qual foi Diretor Geral Adjunto. É atualmente candidato para ocupar a Direção Geral.

## Formação académica
Formou-se como Engenheiro Químico da Universidade Nacional Autónoma do México (UNAM) e obteve o seu mestrado e doutoramento em Economia na Universidade de Oxford, em Inglaterra, sob a direção de James Mirrlees (Prémio Nobel 1996). Foi o segundo estudante a completar num ano o programa de mestrado que normalmente dura dois. A sua tese de doutoramento é sobre as políticas fiscais perante o balanço de efeitos nos incentivos e na distribuição de recursos. Durante o seu último ano como estudante na Universidade de Oxford lecionou o curso de Microeconomia no mestrado e publicou um artigo que continua a ser uma referência na área.

## Trajetória profissional

### Banco Mundial
De 1986 a 1989 trabalhou no Banco Mundial como Economista Principal. As suas funções foram, em primeiro lugar, como especialista do cargo de Política Fiscal no Departamento de Políticas de Países onde teve uma participação sustentada e importante sobre reforma e política fiscal na República Democrática do Congo (RDC), no então Zaire, e no desenho do IVA de Marrocos. Posteriormente passou a ser Economista Principal liderando todo o trabalho económico do Departamento do Brasil, incluindo a implementação do novo IVA desse país.  

### GATT e Ronda Uruguai
Em março de 1989, Jesús Seade iniciou funções como embaixador do México ante o GATT, onde liderou e ganhou duas importantes disputas comerciais, ambas com os Estados Unidos: antidumping do sector cimenteiro e no embargo das exportações do atum; presidiu vários comités e grupos de trabalho, e participou ativamente nas negociações da Ronda Uruguai. Esta ambiciosa negociação (1986-94) entrou, no final de 1989, num profundo estado de crise por três anos, no fim dos quais se alterou a direção do GATT como última tentativa para reavivar e concluir as negociações. 
A nova equipa, com Peter Sutherland na liderança e Jesús Seade como um dos seus três Diretores Gerais Adjuntos (DGA), conseguiu concluir com êxito as negociações (1993-94), incluindo uma importante negociação adicional que se levou a cabo centrada nos benefícios e nas obrigações  dos Países Menos Desenvolvidos (os 49 países mais pobres de orbe, segundo a definição das Nações Unidas), negociação que foi liderada e presidida pelo DGA Seade e que permitiu o encerramento final das negociações e a criação da OMC. 
Durante esse período de procura do êxito final nas negociações, Seade também elaborou e dirigiu a preparação da Análisis de los Acuerdos de la Ronda Uruguay, a qual era um requerimento formal apresentado pelos países em desenvolvimento, a ser cumprido antes de fechar as negociações. Para isso foi preparado uma analise profunda e honesta dos resultados, e não o breve comentário formal expectável, o qual teve um papel central na libertação de tensões e ajudou significativamente a chegar um acordo final. 
As negociações da  Ronda Uruguai, oitava ronda de Negociações Comerciais Multilaterais do GATT (General Agreement on Tariffs and Trade), foram as negociações comerciais e/ou económicas mais complexas que o sistema multilateral de comércio concluiu com êxito. Ao longo das mesmas nunca se propôs a criação de uma nova organização: procurava-se chegar a uma série de importantes acordos nos distintos temas e sectores, e no âmbito do próprio GATT. Foi só no final das negociações que três dos membros formularam a grande proposta de criar uma nova instituição: a OMC. Os coautores desta proposta foram a Comunidade Económica Europeia (CEE, que em 1993 se incorporou à União Europeia), o Canadá e o México, este último com Jesús Seade como representante.  
Durante a sua gestão como Representante Permanente ante o GATT, o Embaixador Seade liderou também a negociação de adesão do México à Organização de Cooperação e Desenvolvimento Económico (OCDE) em 1994, primeiro país em desenvolvimento a formar parte da mesma,  assim como os trabalhos nos comités dos quais o seu país passou a formar parte desde o início: Comércio e Competência.

### Organização Mundial do Comércio
Como Diretor Geral Adjunto da nova Organização Mundial do Comércio, o organismo multilateral mais importante criado desde a Segunda Guerra Mundial, considerado como “o maior esforço para regular o comércio mundial na história da humanidade”, o Embaixador Seade foi diretamente responsável por uma gama de sectores importantes, incluindo as relações da OMC com as autoridades governamentais nas capitais, setores empresariais e imprensa; a relação comercio-finanças (coerência) e com as instituições de Bretton Woods, assim como com o Sistema das Nações Unidas; as áreas de desenvolvimento e formação; e, de forma alternada, as áreas de administração e pessoal. Em representação da OMC, negociou um ambicioso Acordo de Cooperação com o FMI com excelentes condições para a OMC, assim como outro com o Banco Mundial.

### Fundo Monetário Internacional (FMI)
No seguimento da severa crise financeira que sofreu a Ásia em 1997 e a séria sequela da crise financeira que a partir daí afetou os anos seguintes (por contágio) país a país, em todo o mundo, na transição e no desenvolvimento, em 1998 o Embaixador Seade foi convidado a colaborar com o  FMI, como Diretor Adjunto, responsável principal dos trabalhos referentes às fortes crises financeiras que sofreram a Argentina, a Turquia e o Brasil (em relação a este último país coordenou  o maior empréstimo da história do FMI, naquele tempo: uma associação sindical do G7 por 29 mil milhões de dólares); e de forma concorrente liderou os trabalhos para a remissão massiva da dívida externa de 15 países africanos altamente endividados, no âmbito da Iniciativa HIPC (Highly Indebted Poor Countries). 
Depois disso foi Assessor Sénior para os assuntos fiscais, onde dirigiu um amplo trabalho de assistência técnica e outros trabalhos especializados em África, no Médio Oriente, na América Latina e na Europa; e supervisionou os trabalhos do FMI sobre Transparência bancária, fiscal e de dados, dirigindo operações em Transparência fiscal. O Embaixador Seade foi também o funcionário responsável pelo posicionamento do FMI sobre qualquer aspeto de política comercial que surgisse, incluindo em relação à OMC. 

### Outros postos
Durante o período de 1976 a 1986, foi Professor Catedrático (Chair) na Universidade de Warwick, na Grã-Bretanha, na qual fundou e dirigiu o Centro de Estudos de Desenvolvimento Económico; diretor fundador do Centro de Estudos Económicos do El Colegio de México; e professor convidado  —durante um semestre em cada ano— no Centre d'études prospectives en économie mathématique appliquée à la planification (CEPREMAP) em Paris, França, e no Instituto de matemática pura e aplicada (IMPA) no Rio de Janeiro, Brasil. 
Durante o período de 1998 a 2010, concorrentemente com as suas funções no FMI e posteriores, foi membro do Conselho Assessor em Direito Económico Internacional da Escola de Direito da Universidade de Georgetown, em Washington DC.
Durante o período de 2008 a 2014 foi vice-presidente da Universidade de Lingnan em Hong Kong e durante 2007 a 2016 foi professor principal (Chair) em economia da mesma instituição. Durante esse período foi membro dos conselhos assessores dos Secretários dos Serviços Financeiros, e do Comércio e Indústria do governo de Hong Kong SAR; e dirigiu um estudo ambicioso —realizado por várias universidades de Hong Kong com apoio oficial— sobre Hong Kong como centro financeiro para China e no mundo. Desde 2007 e até à data tem desempenhado um papel importante no desenvolvimento da Academia de Responsabilidade Corporativa de Hong Kong da qual é vice-presidente. 
Em 2017 iniciou funções como Vice-presidente Associado para os Assuntos Globais da Universidade Chinesa de Hong Kong-Shenzhen, sita em Shenzhen, província de Guangdong, RPC. 
Durante 12 anos, entre 2007 e 2018, teve uma ampla participação em foros oficiais, financeiros e empresariais de Hong Kong SAR e na República Popular da China. 

### Negociación del T-MEC
Depois do triunfo eleitoral do atual Presidente Andrés Manuel López Obrador nas eleições de 1 de julho de 2018 no México, o Dr. Jesús Seade tomou posse de acordo com a sua nomeação como negociador na modernização do TLCAN, inicialmente acompanhando a equipa negociadora do governo do ex-presidente Peña Nieto. A negociação do T-MEC concluiu formalmente a 30 de setembro de 2018 e o acordo foi assinado na Argentina a 30 de novembro de 2018, pelos chefes de estado: Enrique Peña Nieto, nesse momento presidente do México; Donald Trump, dos Estados Unidos e Justin Trudeau, primeiro ministro do Canadá. Não obstante, o processo de ratificação nos Estados Unidos entrou num impasse ao mudar o controlo no Congresso dos Estados Unidos nas eleições legislativas de novembro de 2018. Foi necessário reabrir de forma limitada o processo de negociação, para encontrar solução para os problemas principais apresentados pela maioria democrata no Congresso dos Estados Unidos, de uma forma que fosse aceitável e satisfatória para os três países.
O presidente López Obrador designou novamente a Jesús Seade como negociador principal, já com o cargo de Subsecretário para a América do Norte do Ministério (Secretaria) de Relações Exteriores, cuja principal tarefa seria a de assegurar que qualquer ajuste no negociado fosse bom para o México e promovesse a ratificação do T-MEC, confiando-lhe por outro lado a responsabilidade de toda a negociação comercial com os Estados Unidos, particularmente em relação com as taxas para as exportações do aço e do alumínio do México impostos pelos Estados Unidos sob a seção 232 da sua lei de expansão comercial de 1962 (Seguridad nacional), cuja manutenção era claramente um entrave à ratificação do T-MEC em ambos países. 
Tendo recebido em abril de 2019 a tarefa de resolver este problema, que já tinha um ano de duração e muito tinha danificado as indústrias do aço e do alumínio mexicanas, numa intensa negociação de três semanas chegou-se a uma resolução do problema plenamente satisfatória para ambas partes. Da mesma forma, e após difíceis negociações durante todo o ano centradas no pedido de muitos membros do congresso de contar com disposições fortes e confiáveis para assegurar o cumprimento dos compromissos contraídos pelo México em todas as áreas do tratado, chegou-se a um acordo de mínima intrusão no antes acordado , cujo resultado central é uma clara melhoria para os três países membros: a criação de um sistema de solução de controvérsias Estado-Estado baseado no direito, equilibrado e vinculativo, sistema com o qual o TLCAN nunca contou por problemas técnicos que se enfrentaram desde então.
A 19 de junho de 2019, o Senado mexicano aprovou o T-MEC na sua forma inicialmente negociada com 114 votos a favor, 4 contra e 3 abstenções, e a 12 de dezembro do mesmo ano aprovou o Protocolo Alterado referido, por uma maioria de 107 votos a favor, 1 contra e 0 abstenções. A Câmara de Representantes dos Estados Unidos aprovou o projeto de lei para implementar o T-MEC o passado dia 19 de dezembro de 2019 com 385 votos a favor e 41 contra e o  Senado estado-unidense aprovou-o a 16 de janeiro de 2020 com 89 votos a favor e 10 contra.  Finalmente, a Cámara de los Comunes e o Senado do Canadá aprovaram a lei da implementação do tratado a 13 de março de 2020, em ambas as instâncias por unanimidade.
O T-MEC no México foi negociado por dois governos de distintas posições partidárias, e aprovado por uma enorme maioria; nos Estados Unidos, afetado fortemente por ambos os partidos, aprovou-se por grande maioria em ambas as câmaras do poder legislativo; e no Canadá foi aprovado por unanimidade em ambas as câmaras. É assim, claro e promissor o amplo nível de apoio e consenso virtual político que o novo tratado dispõe nos três países.

## Referencias
1. ↑  https://mvsnoticias.com/noticias/nacionales/senado-ratifica-nombramiento-de-kuri-como-subsecretario-para-america-del-norte-de-sre/
2. ↑  Beauregard, Luis Pablo (21 de março de 2018). «López Obrador apuesta por un cambio en la renegociación del TLC». Madrid. El País (em espanhol). ISSN 1134-6582
3. 1 2  On the Theory of Optimal Non-Linear Taxation, tese de doutoramento em Economia, Universidade de Oxford, 1979.
4. ↑  ¨On the shape of optimal tax schedules¨, Journal of Public Economics 7, 1977
5. ↑  ¨Un Análisis de los Acuerdos de la Ronda Uruguay Propuestos, con Atención Particular a los Intereses de las Economías en Desarrollo¨, TN.TNC/W/122, nov. 1993.  https://docs.wto.org/gattdocs/q/UR/GNG/W30.PDF  [Base oficial para la evaluación de los resultados de la Ronda Uruguay requerida previo al establecimiento de la OMC.]
6. ↑  Un Análisis de los Acuerdos de la Ronda Uruguay Propuestos, con Atención Particular a los Intereses de las Economías en Desarrollo¨,  TN.TNC/W/122, nov. 1993.  https://docs.wto.org/gattdocs/q/UR/GNG/W30.PDF  [Base oficial para a avaliação dos resultados da Ronda Uruguai requerida depois do estabelecimento da OMC.]
7. ↑  «ENTREVISTA: Jesús Seade, el hombre que salvó el T-MEC por su influencia en Washington». El CEO (em espanhol). 30 de julho de 2019. Consultado em 15 de junho de 2020
8. ↑  null (31 de maio de 2018). «EE. UU. impone aranceles al aluminio y al acero para México, Canadá y Europa». The New York Times (em espanhol). ISSN 0362-4331
9. ↑  «Arancel al acero costó 300 millones de dólares a México». El Universal (em espanhol). 20 de maio de 2019. Consultado em 15 de junho de 2020
10. ↑  https://ustr.gov/sites/default/files/Joint_Statement_by_the_United_States_and_Mexico.pdf